# Tiara Andini

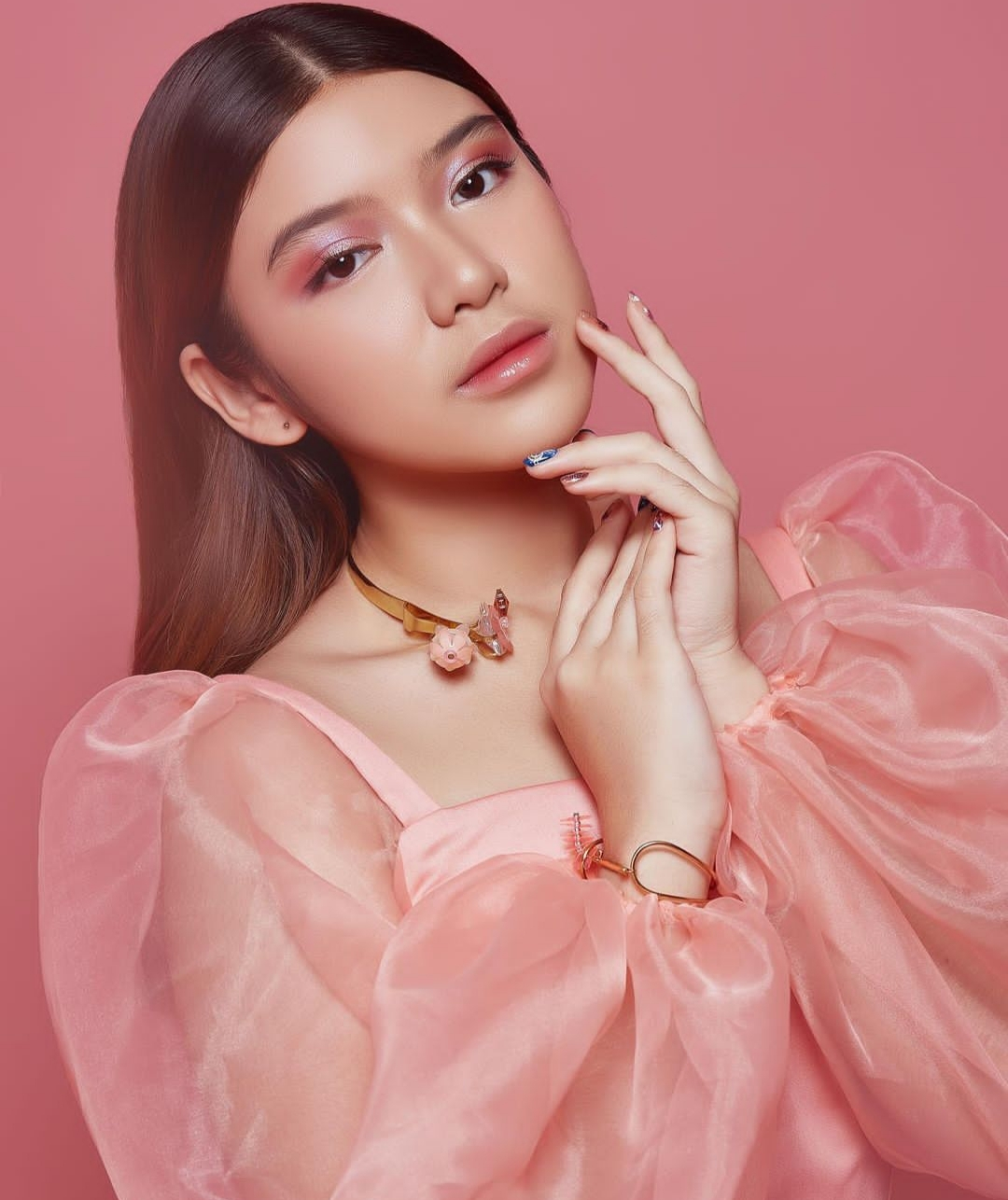
Tiara Andini (2021)

Tiara Anugrah Eka Setyo Andini (* 23. September 2001 in Jember), besser bekannt unter ihrem Künstlernamen Tiara Andini, ist eine indonesische Sängerin, Schauspielerin und Moderatorin.

## Leben und Karriere
Andini begann ihre Gesangskarriere in der 2019–2020 ausgestrahlten zehnten Staffel von Indonesian Idol, bei der sie Zweitplatzierte wurde. Danach debütierte sie als professionelle Sängerin mit ihrem ersten Song Gemintang Hatiku, der am 28. Februar 2020 veröffentlicht wurde.
Zu Beginn ihrer Karriere wurde Andini bei den AMI Awards 2020, den indonesischen Grammy Awards, als beste der besten neuen Künstler ausgezeichnet. Darüber hinaus wurde sie bei den Mnet Asian Music Awards 2020 als beste neue asiatische Künstlerin ausgezeichnet.

## Diskografie
Singles
- 2020: Gemintang Hatiku
- 2020: Maafkan Aku #TerlanjurMencinta
- 2020: 365
- 2021: Cintanya Aku
- 2021: Diam-Diam
- 2021: Bahaya
- 2021: Hadapi Berdua
- 2021: Memilih aku
- 2021: Buktikan
- 2021: menjadi dia